# Матіас Тітке
Матіас Тітке (нар. 1959, Віттенберг) — німецький письменник нон-фікшн, ультраправий і вчитель йоги.

## Життя
Матіас Тітке виріс у Саксонія-Ангальт. Він навчався на вчителя йоги між 1994 та 1998 роками. Він написав низку книг, зокрема про місто Віттенберг та на тему йога. Він часто коментує нацистську епоху в Інтернеті і водночас критикує політику Федеративної Республіки Німеччина.
Тітке багато років був партнером міста Віттенберг, але у 2020 році був оголошений Mitteldeutsche Zeitung «персоною нон-грата» через численні словесні напади на громадських діячів. Відтоді йому відмовляють у подальшій співпраці.

## Вибрані публікації
- Der Stammbaum des Yoga. 5000 Jahre Yoga. Tradition und Moderne. Theseus, Berlin 2007, ISBN 978-3-89620-199-7.
- Yoga im Nationalsozialismus. Konzepte, Kontraste, Konsequenzen. Ludwig, Kiel 2011, ISBN 978-3-86935-013-4.
- Wittenberg. Die 99 besonderen Seiten der Stadt. Mitteldeutscher Verlag, Halle 2015, ISBN 978-3-95462-414-0.
- Wittenberg. Alles außer Luther. Landschaft, Architektur, Technik, Kunst. Mitteldeutscher Verlag, Halle 2018, ISBN 978-3-95462-895-7.